# Rhynchotechum parviflorum
Rhynchotechum parviflorum är en tvåhjärtbladig växtart som beskrevs av Carl Ludwig von Blume. Rhynchotechum parviflorum ingår i släktet Rhynchotechum och familjen Gesneriaceae. Inga underarter finns listade i Catalogue of Life.